# Vila Maria Zélia
La Vila Maria Zélia es un barrio paulistano ubicado en el distrito de Belém, São Paulo, Brasil. Fue la primera villa obrera construida en la ciudad y el país. Ideada por el industrial Jorge Luis Street, la villa era una extensión de su industria que ofrecía condiciones dignas de vivienda a sus obreros.
Fue fundada dentro de un contexto histórico específico iniciado en la segunda mitad del siglo XIX en el que el estado de São Paulo decidió invertir en el Higienismo. Hasta ese momento, eran los llamados cortiços el tipo de vivienda colectiva más común en la época. Sin embargo, a pesar de ser caros para un obrero, estaban marcados por condiciones insalubres de sobrevivencia. Ante ello, la construcción de villas obreras fue parte de las políticas públicas para mejorar el sector.
Existía, además, una cuestión moral: se creía que si los operarios se asentaban cerca de las fábricas en que trabajaban, sería más fácil controlar los hábitos considerados bohemios. En los planos político, social y económico, Brasil se estaba transformando por su inserción dentro del capitalismo internacional, permitiendo que la ciudad de São Paulo experimentase una modernización del sector urbano. Ese momento fue posible, sobre todo, por la producción cafetera. De esa manera, la capital paulista fue adquiriendo una nueva composición. Belém, Belenzinho, Bom Retiro, Brás y Mooca son ejemplos de barrios obreros - donde surgieron las villas obreras - ubicados en las cercanías de las líneas férreas. Esas villas fueron un elemento clave para aliviar los problemas de vivienda - ya que la población aumentaba considerablemente - y de mano de obra.